# Eddie Scarf
Pour les articles homonymes, voir Scarf.
Eddie Scarf est un lutteur australien spécialiste de la lutte libre né le 3 novembre 1908 à Quirindi et mort le 7 janvier 1980 à Camperdown, un quartier de Sydney.

## Biographie
Eddie Scarf participe aux Jeux olympiques d'été de 1932 à Los Angeles dans la catégorie des poids mi-lourds et remporte la médaille de bronze.